# 甘尚权
甘尚权，中华人民共和国政治人物、全国脱贫攻坚先进个人。

## 生平
甘尚权任新疆农垦科学院畜牧兽医研究所研究员。因在脱贫攻坚战中作出突出贡献，2021年2月25日全国脱贫攻坚总结表彰大会上，甘尚权被授予“全国脱贫攻坚先进个人”。